# 印尼反足杜父魚
印尼反足杜父魚，為輻鰭魚綱鮋形目杜父魚亞目杜父魚科的其中一種。分布於西太平洋區的印尼海域，棲息在水深352公尺的大陸坡，屬深海底棲性魚類，生活習性不明，體長可達5.1公分。

## 擴展閱讀
維基物種上的相關：印尼反足杜父魚